# カワラナデシコ
カワラナデシコ（河原撫子、Dianthus superbus L. var. longicalycinus (Maxim.) F.N.Williams）とは、ナデシコ科ナデシコ属の多年草。秋の七草の1つであるナデシコ（撫子）は本（変）種のことを指す。別名（異名）はナデシコ、ヤマトナデシコ。

## 名称
和名カワラナデシコは、河原に生えて、可憐な花を「撫子（なでしこ）」と言うことに由来する。本種は、日本で一般にナデシコと呼んでいる植物で、別名でヤマトナデシコ（大和撫子）ともよんでいる。

## 分布・生育地
日本では本州（青森県東通村）以西の四国、九州に広く分布するほか、沖縄諸島（久米島・渡名喜島）に少数が自生する。日本国外では朝鮮、中国、台湾に分布する。主に日当たりの良い草原や河原に生育するが、路傍や山地の斜面、海岸の砂浜等でも生育する。
日本では、自生地の開発や園芸用の採集、動物による食害、外来種の影響等で減少している地域もある。また、カワラナデシコは草原等の開けた環境を好む種であり、そのような環境が遷移の進行に伴い、日当たりの悪い陰的な環境に変化すると生育に適さなくなる。これは自然現象ではあるが、昔は、草原や山地、河原等の環境は人の手により草刈や枝打ち等され、里山的な利用が行われてきた。これで、日当たりの良い開けた環境が継続してきたという背景がある。近年の人間の生活習慣の変化で、このような「人為的なかく乱」が行われなくなると、カワラナデシコに代表される人間と密接な関係のある普通種が、その自生地や個体数を減少させてしまう結果となりうる。

## 特徴
多年草で、高さ30 - 80センチメートル (cm) 。茎は根から叢生し、節が膨らむ。茎の基部は地面に伏せることもある。葉は対生、葉身は線形から線状披針形で長さ4 - 7 cm、先端は鋭く尖り、基部は茎を抱きこみ、無毛で、葉柄は無い。茎葉ともに白みを帯びた緑色である。
花期は夏から秋にかけて（7 - 10月ころ）。上方でまばらに枝分かれした茎の頂端に、淡紅色の花を数個つける。花は、直径4 - 5 cm、がく片は3 - 4 cm、苞（ほう）は3 - 4対ある。萼は細長い筒状で、基部に対生する苞が密着してつく。花弁は5枚で、基部は細くなり萼筒中に入り、また先のほうは広がり、糸状に細裂している。雄蕊は10本、雌蕊は花柱2本。色は、淡紅色が一般的だが、白色も多い。また、淡紅色と白色が混ざっている個体もある。栽培していると白色のものが淡紅色に変化したりもする。
花が終わると円柱状の果実となり、先端が4裂して黒色の種子が出る。

## 栽培
多年生であるが、春蒔きして発芽した後は、冬越しして翌年に花を咲かせる。挿し芽は容易で、充実した測芽を切り取って挿す。高温と多湿を嫌い、冷涼な環境と日照、通風がある環境が望ましい。

## 利用
秋の七草の1つであることから分かるように観賞価値を認められた。栽培も行われ、特に江戸時代には変わり花の栽培が盛んで、古典園芸植物の一つともなっていたが、現在ではほとんど見られなくなり、わずかに伊勢ナデシコと呼ばれる一群などが維持されている。また、他のダイアンサス（ナデシコ）類の交配材料にも用いられる 。
薬用としても利用されており、開花期の全草を瞿麦（くばく）、種子を乾燥したものを瞿麦子（くばくし）と称する。利尿作用や通経作用、消炎作用がある。民間では、種子1日量8グラムを水400 ㏄で半量になるまで煎じ、3回に分けて服用する用法が知られている。ただし、妊婦への服用は禁忌とされている。

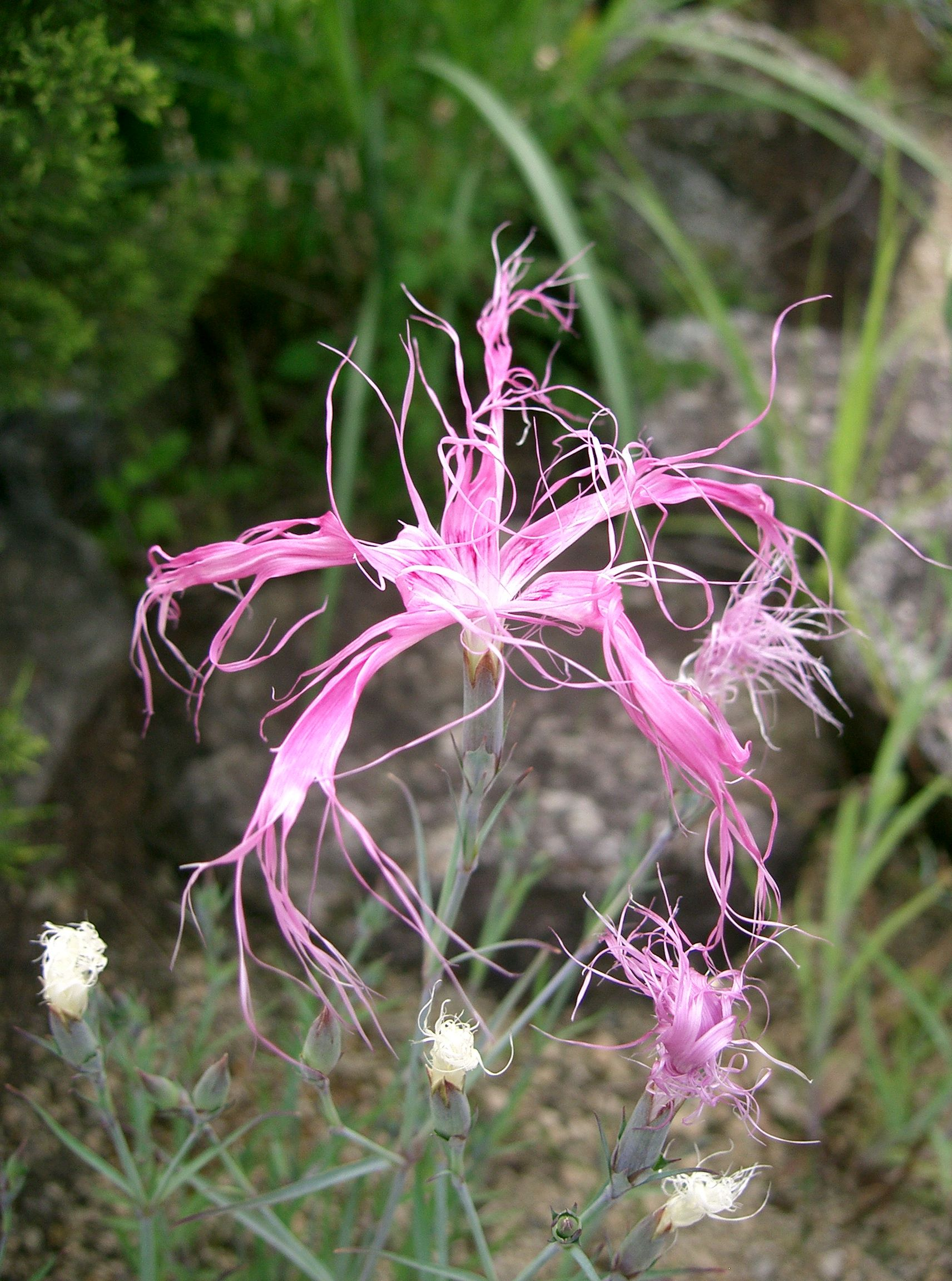
イセナデシコ Dianthus x isensis　Hirahata et Kitam.

## 近縁種
日本には、ナデシコ属 (Dianthus) に属する種が本変種のほかに生育する（ナデシコ#ナデシコ属を参照）。
本種カワラナデシコ (D. superbus var. longicalycinus) の基変種は、エゾカワラナデシコ（D. superbus var. superbus、蝦夷河原撫子）であり、北海道及び本州の中部地方以北及びユーラシア大陸に分布する。本変種との相違点は、がく片の長さが2 - 3 cmとやや短く、苞が2対である。また、タカネナデシコ（D. superbus var. speciosus、高嶺撫子）が、同じく北海道及び本州の中部地方以北及びユーラシア大陸の高山帯に分布しており、相違点は苞が2対で、草丈が低く10～30cm程度である。このように地域による変異が大きい種である。さらに、沖縄諸島（久米島・渡名喜島）の集団は、別変種とする説もある。

## 保護上の位置づけ
生育地である下記の地方公共団体が作成したレッドデータブックに掲載されている。
- 岩手県：Cランク（存続基盤が脆弱な種）
- 埼玉県：絶滅危惧II類
- 鹿児島県：準絶滅危惧
- 沖縄県：絶滅危惧IA類

## 意匠
- 1994年（平成6年）1月24日に発売され、2014年（平成26年）3月31日まで販売された270円普通切手の意匠となった[14][15][16]。